# Helina nigriannosa
Helina nigriannosa är en tvåvingeart som beskrevs av Xue och Zhao 1989. Helina nigriannosa ingår i släktet Helina och familjen husflugor. Inga underarter finns listade i Catalogue of Life.